# Madden NFL 11
Madden NFL 11 è un videogioco sportivo sviluppato e pubblicato dall'Electronic Arts nel 2010 per le principali piattaforme di gioco. Il gioco fa parte della serie Madden NFL.